# Warszawa Mokotów
Warszawa Mokotów – dawna stacja kolejowa i przystanek osobowy znajdujące się przy placu Unii Lubelskiej w Warszawie. 

## Opis
Stacja została otwarta w 1894 roku. Funkcjonowała jako pierwsza stacja 3 linii kolejowych. Funkcjonowała pod 3 nazwami: Warszawa (do 1930 roku), Warszawa (Mokotów) (w latach 1930–1933) oraz Warszawa Mokotów (od 1933 roku).